# Киргизалтин (футбольний клуб)
«Киргизалтин» (кирг. Кыргызалтын) — киргизський футбольний клуб, який представляє місто Кара-Балта.

## Хронологія назв
- 1992: КВТ «Хімік» (Кара-Балта)
- 1995: КВТ «Хімік» (Кара-Балта)
- 2001: ФК «Бакай» (Кара-Балта)

Логотип ФК «Хімік»

- 2003: ФК «Джаїл-Баатир» (Кара-Балта)
- 2009: ФК «Хімік» (Кара-Балта)
- 2015: ФК «Кара-Балта»

## Історія
Офіційно клуб було засновано в 1992 році під назвою КВТ «Хімік» (Кара-Балта). Але у клубу були попередники (представляли секретний режимний об'єкт—Кара-Балтинський гірничорудний комбінат), які, за даними друкованих ЗМІ, виступали під назвами:
- «Команда Калінінського району» (1954—1960);
- «Профспілки» (Фрунзенська область) в Кубку Казахської РСР 1952 в Кубку СРСР 1954;
- «Профспілки» (Фрунзе) в Кубку СРСР 1957;
- «Хімік» (Калінінське) в Кубку СРСР 1958;
- «Рекорд» (Калініского) в Кубку СРСР 1960;
- «Алга» (Калінінський район) (1961—1967);
- «Хімік» (Калінінський район) (1968).

Клуб став одним із засновників національного чемпіонату, в якому дебютвав у тому ж 1992 році. У дебютному чемпіонаті команда посіла 10-те місце. Незважаючи на регулярні виступи на найвищому рівні, «Хімік» не виграв національних трофеїв немає, ні в лізі, де його найкращим досягненням стало 4-те місце, ні в Кубку, де він жодного разу не дійшов до фіналу.
«Хімік» декілька разів припиняв своє існування. Так, по завершенню сезону 2001 року команда була розформована через фінансові проблеми. Через рік, в 2003 році, команда повернулася до виступів у Вищій лізі, яка на той час була розділена на північну та південну групи, але вже під назвою ФК «Джаїл-Баатир» (Кара-Балта). Однак команда не змогла пробитися до фінальної частини чемпіонату, в якій розігрувався чемпіонський титул.
В 2009 році клуб повернувся до історичної назви — ФК «Хімік», а з 2015 року став носити назву «Кара-Балта». 
Навесні 2024 року мерія Кара-Балти оголосила про передачу управління футбольним клубом ВАТ «Киргизалтин», у зв'язку з чим клуб змінив назву на «Киргизалтин».

## Досягнення
- Топ-Ліга
  - 4-те місце (2): 1997, 2001

- Чемпіонат Киргизької РСР
  -  Чемпіон (4): 1962, 1963, 1965, 1967
  -  Віце-чемпіон (1): 1959

- Кубок Киргизької РСР
  -  Переможець (7): 1954, 1957, 1958, 1960, 1961, 1962, 1963

## Статистика виступів клубу в національних змаганнях
| Сезон | Турнір                                      | Досягнення  |
| ----- | ------------------------------------------- | ----------- |
| 1952  | Кубок Киргизької РСР                        | володар     |
| 1953  | Кубок Киргизької РСР                        | ?           |
| 1954  | Кубок СРСР                                  | 1/64        |
| 1954  | Кубок Киргизької РСР                        | ?           |
| 1955  | Кубок Киргизької РСР                        | ?           |
| 1956  | Кубок Киргизької РСР                        | ?           |
| 1957  | Кубок СРСР серед КФК                        | 1/4         |
| 1957  | Кубок Киргизької РСР                        | володар     |
| 1958  | Кубок СРСР серед КФК                        | 1/8         |
| 1958  | Кубок Киргизької РСР                        | володар     |
| 1959  | Кубок Киргизької РСР                        | ?           |
| 1960  | Кубок СРСР серед КФК                        | 1/16        |
| 1960  | Кубок Киргизької РСР                        | володар     |
| 1961  | Кубок СРСР серед КФК                        | 1/16        |
| 1961  | Кубок Киргизької РСР                        | володар     |
| 1962  | Кубок СРСР серед КФК                        | 1/16        |
| 1962  | Кубок Киргизької РСР                        | володар     |
| 1963  | 1 група чемпіонату Киргизької РСР           | чемпіон     |
| 1963  | Кубок СРСР серед КФК                        | 1/16        |
| 1963  | Кубок Киргизької РСР                        | володар     |
| 1965  | 1 група чемпіонату Киргизької РСР           | чемпіон     |
| 1967  | 1 група чемпіонату Киргизької РСР           | чемпіон     |
| 1968  | Чемпіонат СРСР 1968, клас «Б», Середня Азія | 17-те місце |
| 2009  | Перша ліга чемпіонату Киргизстану з футболу | ?-ме місце  |
| 2010  | Чемпіонат Киргизстану                       | 6-те місце  |